# Karl August Woll

Karl August Woll

Karl August Woll (* 10. Februar 1834 in St. Ingbert; † 17. April 1893 in Straßburg) war ein Dichter der Pfälzer Mundartdichter und gehört als „Klassiker“ zu deren Begründern.

## Leben
Woll war ältester Sohn des Bäckers Johann Woll und seiner Frau Barbara, geb. Hauck und wuchs in ärmlichen Verhältnissen auf. Trotzdem ermöglichten ihm seine Eltern ein Studium zunächst am Bischöflichen Konvikt in Speyer. 1853, das Jahr, in dem sein Vater starb, legte er dort die Abschlussprüfung ab. Im Jahr darauf begann er in München Jura zu studieren, brach das Studium jedoch nach zwölf Semestern ab, um im Münchener Georgianum ab 1860 auf Drängen seiner Mutter Theologie zu studieren. In den Jahren 1861 bis 1864 arbeitete er nach erfolgreichem Abschluss der Studien als Hauslehrer bei verschiedenen wohlhabenden Winzerfamilien in Deidesheim.
1863 übernahm Woll bei der Pfälzer Zeitung in Speyer die Redaktionsleitung ihrer heimatkundlichen Beilage „Palatina“, in der er auch selbstverfasste Gedichte veröffentlichte. 1868 folgte im Eigenverlag sein erster Band „Gedichte“, der in Mundart geschrieben war, aber auch hochdeutsche Verse wie die patriotischen „Wasgau-Lieder“ enthielt. Dieser Band sollte später mit leicht verändertem Inhalt unter dem Namen „Pfälzische Gedichte“ bekannt werden und in acht Auflagen erscheinen. Bei den späteren Auflagen waren einige lyrische Gedichte weggelassen worden, „da ja ein Jeder seinen Weltschmerz sich selber singen kann“, wie Woll im Vorwort zur zweiten Auflage von 1873 schrieb.
Die Begegnung mit Karl August Woll und Karl Christian Nadler in Speyer löste bei Ludwig Hartmann das Interesse aus, selbst Mundarttexte zu verfassen.
1869 schied Woll aus der Redaktion aus und wurde für ein Jahr Französischlehrer am Speyrer Gymnasium. Im Deutsch-Französischen Krieg wurde er als Sanitäter eingesetzt. Anschließend wurde er im November 1871 Waisenhausinspektor für das Unterelsass in Straßburg und blieb auf dieser Stelle 20 Jahre lang bis zu seiner Frühpensionierung 1891; endlich hatte Woll „seinen“ Beruf gefunden.

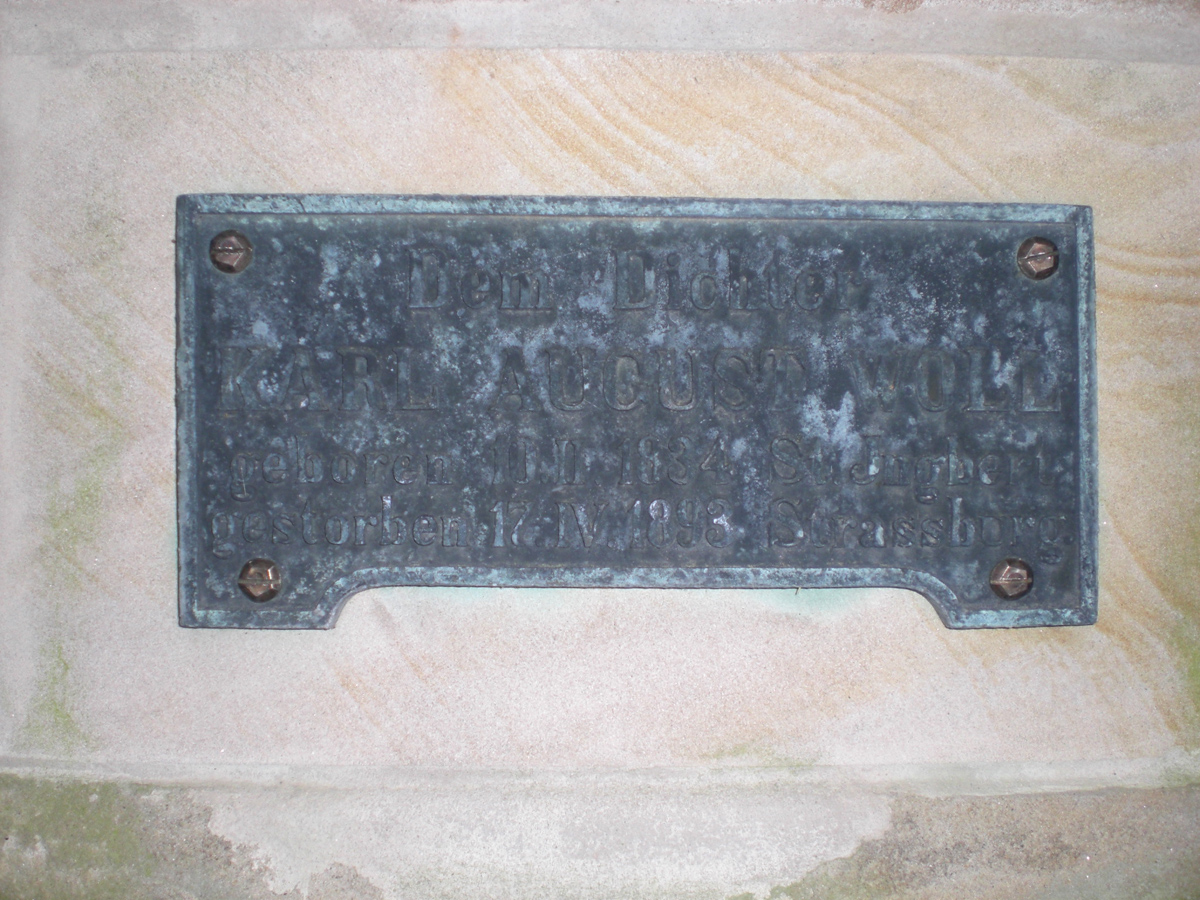
Erinnerungsplatte zu Ehren Karl August Woll

In diesen Jahren beschäftigte sich Woll viel mit der Geschichte seiner Heimat. Diese Zeit war die schaffensreichste seines Lebens, während er selbst seine Deidesheimer Jahre als die schönsten seines Lebens bezeichnete. Ein geplantes „Bliesgaubuch“ blieb unvollendet. Er starb bereits mit 59 Jahren. Seine Grabstätte auf dem St. Ingberter „Alten Friedhof“ ist stark restaurierungsbedürftig. Die dort bis vor wenigen Jahren stehende Marmorbüste wurde zwischenzeitlich eingelagert.
Sein jüngerer Bruder Franz Woll († 1899) bekleidete 40 Jahre lang das Amt des Organisten an der Kirche St. Josef in St. Ingbert.
In St. Ingbert und Speyer wurde jeweils eine Straße nach Karl August Woll benannt.
Die Pfälzische Landesbibliothek in Speyer besitzt seinen Nachlass.

## Werke
- Gedichte; Speyer 1868. Digitalisat.
- Neue Pfälzische Gedichte; St. Ingbert 1902
- Der Bitzler: Leben und Dichtung von Hans Blinn; Landau i. d. Pfalz, 1993 (letzte Ausgabe, erste Ausgabe unbekannt)
- Karl August Wolls Briefwechsel mit dem Fürsten Edwein II. von der Leyen in den Jahren 1888–1891; Gauting 1960